# Línia 68 d'autobusos de Barcelona
La línia 68 d'autobusos està gestionada per TMB. És una línia regular d'autobusos que comença el seu recorregut a Barcelona, passa per Esplugues de Llobregat i el finalitza a Cornellà de Llobregat .
Al novembre del 2017 el seu recorregut es va veure alterat: el seu inici va canviar de localització de Plaça Catalunya a Carrer Provença amb Carrer Casanova . Des del juny del 2008, aquesta línia arrina a l'Hospital Sant Joan de Déu . Actualment compta amb trenta-quatre parades, algunes de les quals tenen enllaços a d'altres transports com altres autobusos de TMB, Metro, TramBaix o Rodalies Renfe. La seva freqüència en hora punta és d'entre 20 i 25 minuts.
Els seus horaris són:
- Feiners: De 05:25 h a 23:30 h.
- Dissabtes: De 05:50 h a 23:20 h.
- Festius: De 07:35 h a 23:30 h